# Hsziani metró
A hsziani (xi'ani) metró (egyszerűsített kínai: 西安地铁, hagyományos kínai: 西安地鐵, Hszian titie (Xi'an ditie)) Kínában, Sanhszi (Shaanxi) tartomány központjában, Hszian (Xi'an) városában található. Tervei az 1980-as évek közepén készültek el. Ezek 1994-ben kerültek az állami tanács elé, ahol egy 4 metróvonalas, összesen 73,17 km hosszúságú metróvonalrendszert terveztek meg. 2004 februárjában a tervezetet újrarajzolták, ami a végleges jóváhagyást 2006. szeptember 13-án kapta meg.
A 2-es vonal építési munkálatai 2006. szeptember 29-én kezdődtek meg, az 1-es vonal pedig 2008. október 30-án kezdett épülni.
A hsziani (xi'ani) metrónak jelenleg nyolc vonala üzemel. A 2-es vonal, amit elsőnek építettek meg, az utazóközönség számára 2011. szeptember 16-án nyílt meg, míg a másik, 1-es metróvonalat 2013. szeptember 15-én vették használatba. 2021-ben a hálózat már nyolc metróvonalból és 188 állomásból állt.

## Fordítás
- Ez a szócikk részben vagy egészben  a   Xi'an Metro című angol Wikipédia-szócikk fordításán alapul.  Az eredeti cikk szerkesztőit annak laptörténete sorolja fel. Ez a jelzés csupán a megfogalmazás eredetét és a szerzői jogokat jelzi, nem szolgál a cikkben szereplő információk forrásmegjelöléseként.